# Selbstporträt mit Charlotte Berend und Sektkelch
Das Selbstporträt mit Charlotte Berend und Sektkelch, im Werkverzeichnis als Selbstporträt mit seiner Frau und Sektglas (BC 234) benannt, ist ein Gemälde des deutschen Malers Lovis Corinth. Das Doppelporträt zeigt ihn selbst und seine Malereischülerin und spätere Frau Charlotte Berend, die mit unbekleidetem Oberkörper auf seinem Schoß sitzt und von ihm umarmt wird, während er ein Glas erhebt. Es entstand als „Verlobungsgemälde“ in Corinths Atelier in Berlin im Oktober 1902, wenige Monate vor der Hochzeit der beiden Dargestellten. Das in Öl auf Leinwand gemalte Bild mit den Maßen 98,5 × 108,5 Zentimeter befindet sich in Privatbesitz.

## Bildbeschreibung
Das Gemälde zeigt den Künstler Lovis Corinth und seine spätere Frau Charlotte Berend in Form eines Paarporträts in Umarmung in der Frontalen. Corinth sitzt auf einem für den Betrachter nicht sichtbaren Stuhl und hält eine Sektschale mit einem roten Sekt in der zum Betrachter erhobenen linken Hand. Berend sitzt auf dem rechten Oberschenkel Corinths und umfasst mit ihrem Arm die Schultern Corinths, die Hand liegt entsprechend auf der linken Schulter des Mannes. Sie hält den Stängel einer Blume mit weißer Blüte, die nach unten hängt. Corinth trägt eine grüne Jacke und darunter ein weißes Hemd, das über der Brust geöffnet ist. Der Oberkörper von Charlotte Berend ist vollständig entblößt, und der rechte Arm hängt herab, wobei die Hand auf dem Stoff des um die Hüften liegenden, wallenden Kleides abgelegt ist. Mit seinem rechten Arm umfasst Corinth den unbekleideten Oberkörper von Charlotte Berend. Seine unter der Achsel zwischen Oberarm und Brustkorb durchgeführte Hand presst die Brust, wobei die Brustwarze zwischen Zeige- und Mittelfinger zu sehen ist. Seine Wange lehnt er an die nackte Schulter der Frau, beide Personen blicken den Betrachter mit einem Lächeln an. Das Licht fällt auf den Oberkörper von Charlotte Berend, sodass die Schulter und die rechte Körperhälfte hell erscheinen, das Gesicht von Corinth liegt dagegen im Schatten hinter ihrem Körper und ist entsprechend dunkler. Nach Beat Wyss „kuschelt sich“ der „verliebte Corinth“ „im Schatten seiner halbnackten Geliebten, die auf seinem Schoß sitzt“.
Den Hintergrund bildet die Wand eines Raumes, die am linken Rand mit der angrenzenden Wand eine Zimmerecke bildet. In der Ecke steht ein runder und mit einer weißen Tischdecke abgedeckter Tisch. Auf diesem befinden sich eine Flasche mit rotem Sekt, zwei leere Sektschalen sowie in einer hohen Vase einige Blumen und am vorderen Rand ein mit Äpfeln und Trauben gefüllter Obstteller.
Das Bild ist im linken oberen Bildfeld signiert und am rechten oberen Bildrand datiert mit Oktober 1902.

## Hintergrund und Einordnung

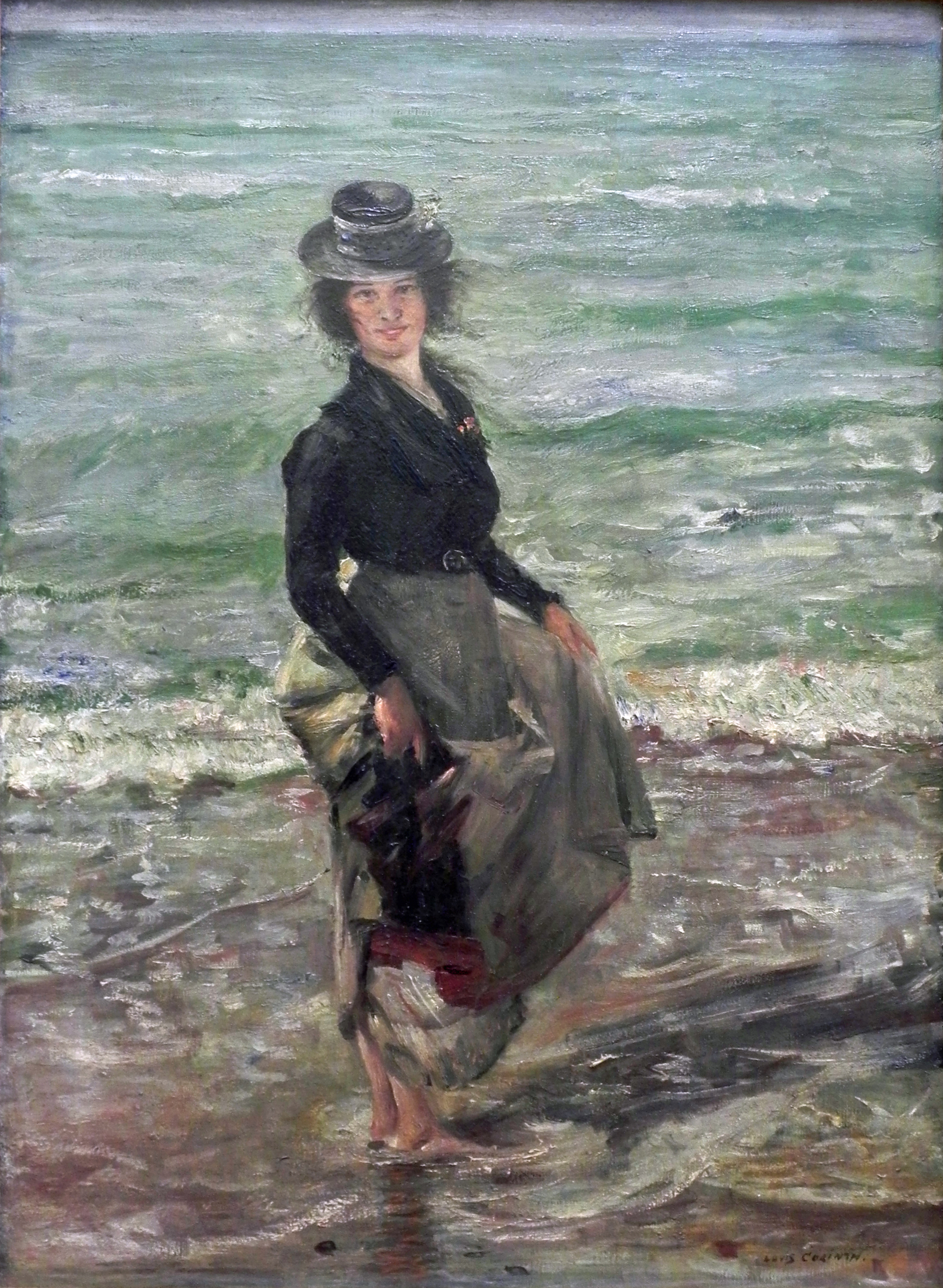
Paddel-Petermannchen, 1902

### Zeitliche Einordnung
Die Begegnung mit Charlotte Berend und ihre Beziehung fällt in die Zeit, in der Corinth sich in Berlin einrichtete. Er hatte sein Studium in München in den 1890er Jahren beendet. Seine 1900 gemalte Version der Salome, ein Aktgemälde in einer historischen Szenerie, das auf die literarische Vorlage von Oscar Wilde aufbaut und das Salome, Tochter der Herodias, mit dem abgeschlagenen Kopf Johannes des Täufers zeigt, sollte nicht in der Münchener Secession ausgestellt werden. Corinth gab das Bild daraufhin an Walter Leistikow in Berlin, der das Bild für die Ausstellung der Berliner Secession annahm. Aufgrund des großen Erfolges des Werkes wechselte Corinth kurz darauf seinen Wohnsitz und zog nach Berlin.
Bei dem Bild Selbstporträt mit Charlotte Berend und Sektglas handelt es sich um eines der frühesten Gemälde von Lovis Corinth, auf denen er seine spätere Frau Charlotte Berend (1880–1967) porträtierte. Corinth lernte die damals 21 Jahre alte Frau 1901 kennen, nachdem er in Berlin eine Malschule für junge Frauen eröffnet hatte. Charlotte Berend, die Tochter einer jüdischen Kaufmannsfamilie, war seine erste Schülerin, und sie stand ihm in der Folgezeit regelmäßig Modell.

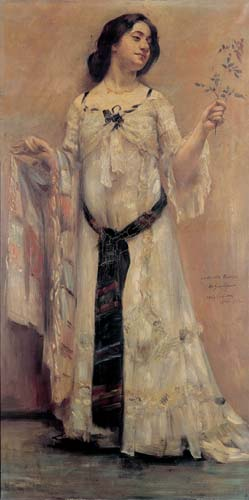
Porträt Charlotte Berend im weißen Kleid, 1902

1902 verreiste er mit ihr an die Ostsee, wo sie gemeinsam in Horst in Pommern, dem heutigen Niechorze, Urlaub machten. Corinth porträtierte sie in dem Jahr mehrmals. Während des Badeurlaubs entstand das Bild Petermannchen ebenso wie das Bild Paddel-Petermannchen. Während des Aufenthaltes in Horst vertiefte sich die Beziehung von Lovis Corinth und Charlotte Berend, und sie wurden ein Liebespaar. Berend beschrieb später in ihren Lebenserinnerungen Mein Leben mit Lovis Corinth, wie sie beide engumschlungen auf einem Steg saßen und sie ihm die Geschichte ihres ersten Heiratsantrags erzählte. Das Bild Selbstporträt mit Charlotte Berend und Sektkelch entstand nach einem Kurzurlaub in Tutzing am Starnberger See, einem „vorgezogenen Honigmond“, und wurde von Corinth als Verlobungsbild betrachtet. Nach ihren Erinnerungen schilderte Charlotte Berend-Corinth die Entstehung wie folgt:

„Lovis fragt mich: ‚Würdest Du mir eine große Freude bereiten wollen?‘ Als er meiner Zustimmung gewiss war, fuhr er fort: ‚Seit langem träume ich davon, ein Doppelporträt von uns zu malen, Dich als Halbakt! So wie die Situation sich von selbst ergibt nach einem frohen Mahle, Wein und Früchte stehen noch auf der Tafel. Eine Leinwand habe ich mir schon für dieses Bild vorbereitet, wir könnten jetzt sofort auf der Stelle beginnen – falls es Dir recht wäre!‘ Ich hatte ihn noch gar nicht gekannt, so erschien es mir, während er nun zu malen begann. Er jubelte bei der Arbeit, er war heiter und rief: ‚Wie mich das freut, so wollt ich's malen. Sieh nur, wie es vorwärts geht, wie es mir glückt, es malt sich wie von allein. Machen wir eine kleine Pause! Ich trink einen Schluck vom Wein und Du auch, sonst trinke ich niemals bei der Arbeit, ich brauche kein Stimulans.‘ Er lachte: ‚Also Prosit, mein Petermannchen, und nun wieder weiter an die Arbeit!‘ Er malte einige Stunden und vollendete unsere Köpfe, und ich konnte, so wie er, kaum den folgenden Tag erwarten, damit er weiter male.“

Laut eigenen Angaben heirateten Lovis Corinth und Charlotte Berend, die sich für den Doppelnamen Berend-Corinth entschied, im Folgejahr am 26. März 1903. Laut Charlottenburger Standesamt fand die Trauung erst im März 1904 statt – diese persönliche „Vorverlegung“ wird damit erklärt, dass der gemeinsame Sohn Thomas Corinth am 13. Oktober 1904 auf die Welt kam, die Braut also bei der Hochzeit schon schwanger war.

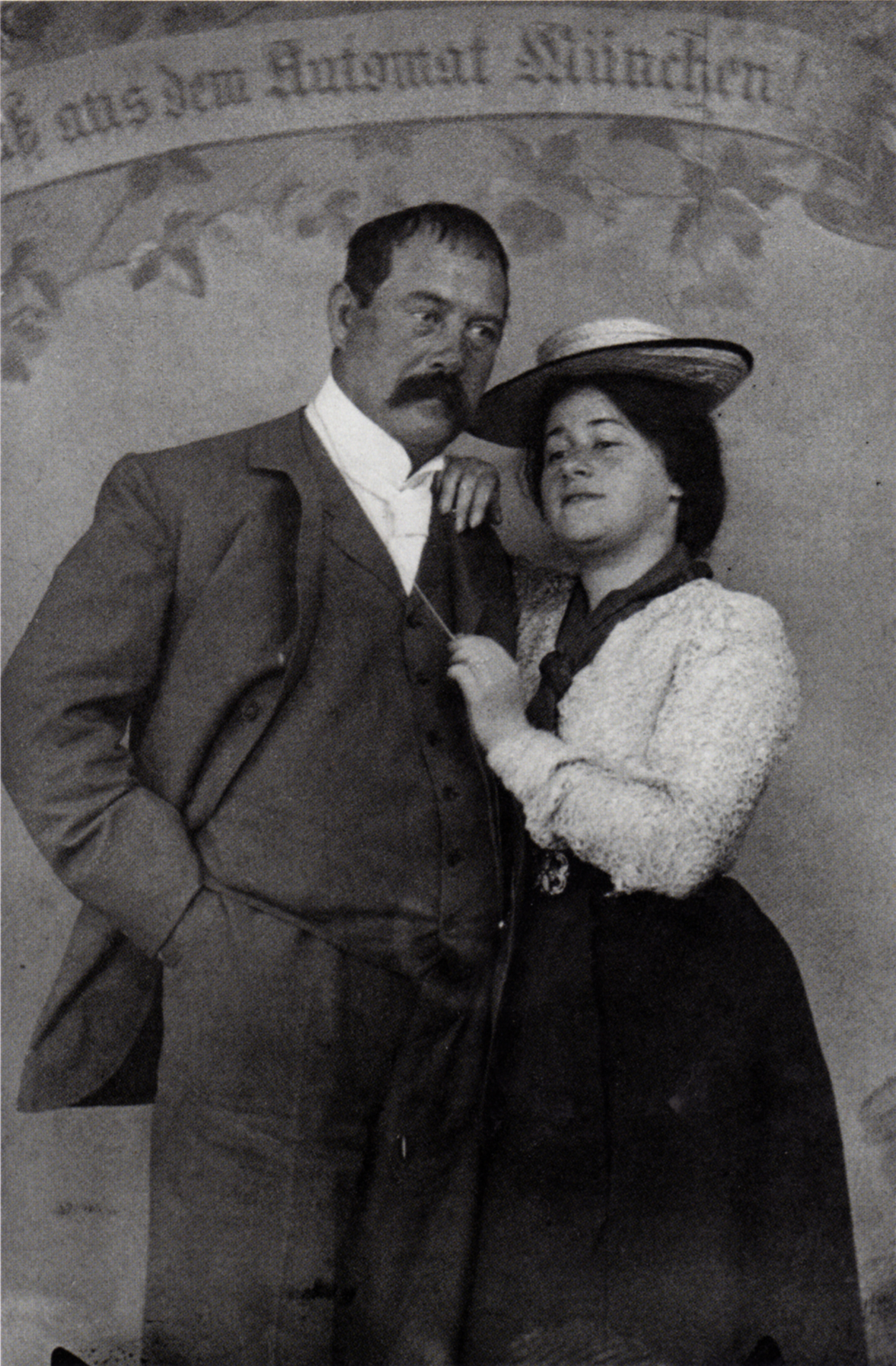
Lovis Corinth und Charlotte Berend, 1902
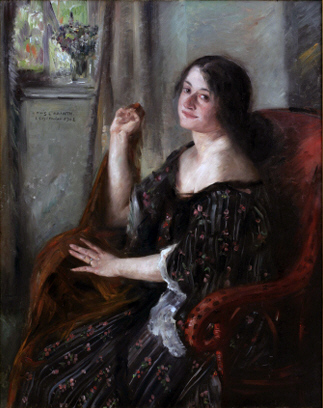
Petermannchen, 1902
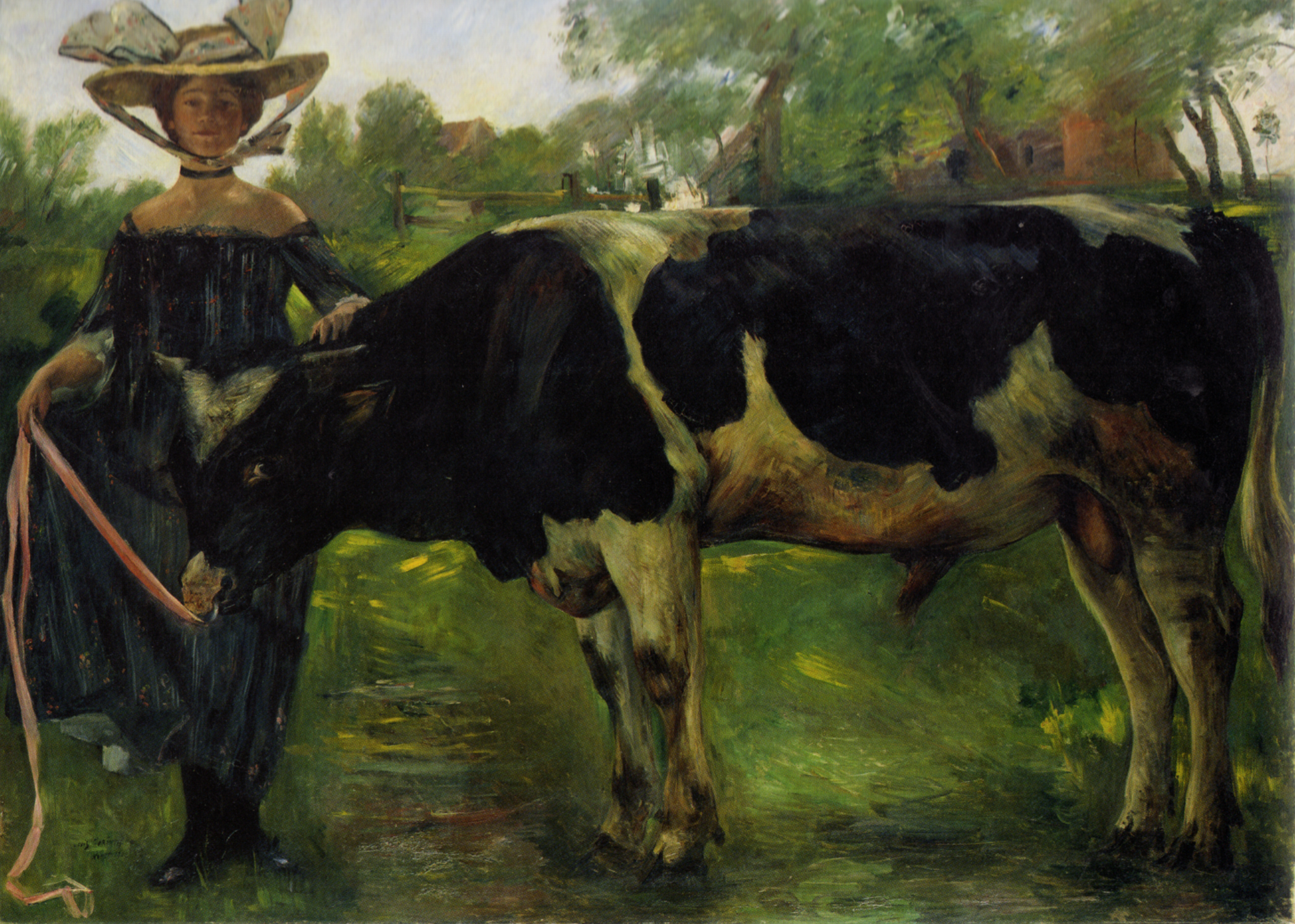
Mädchen mit Stier, 1902
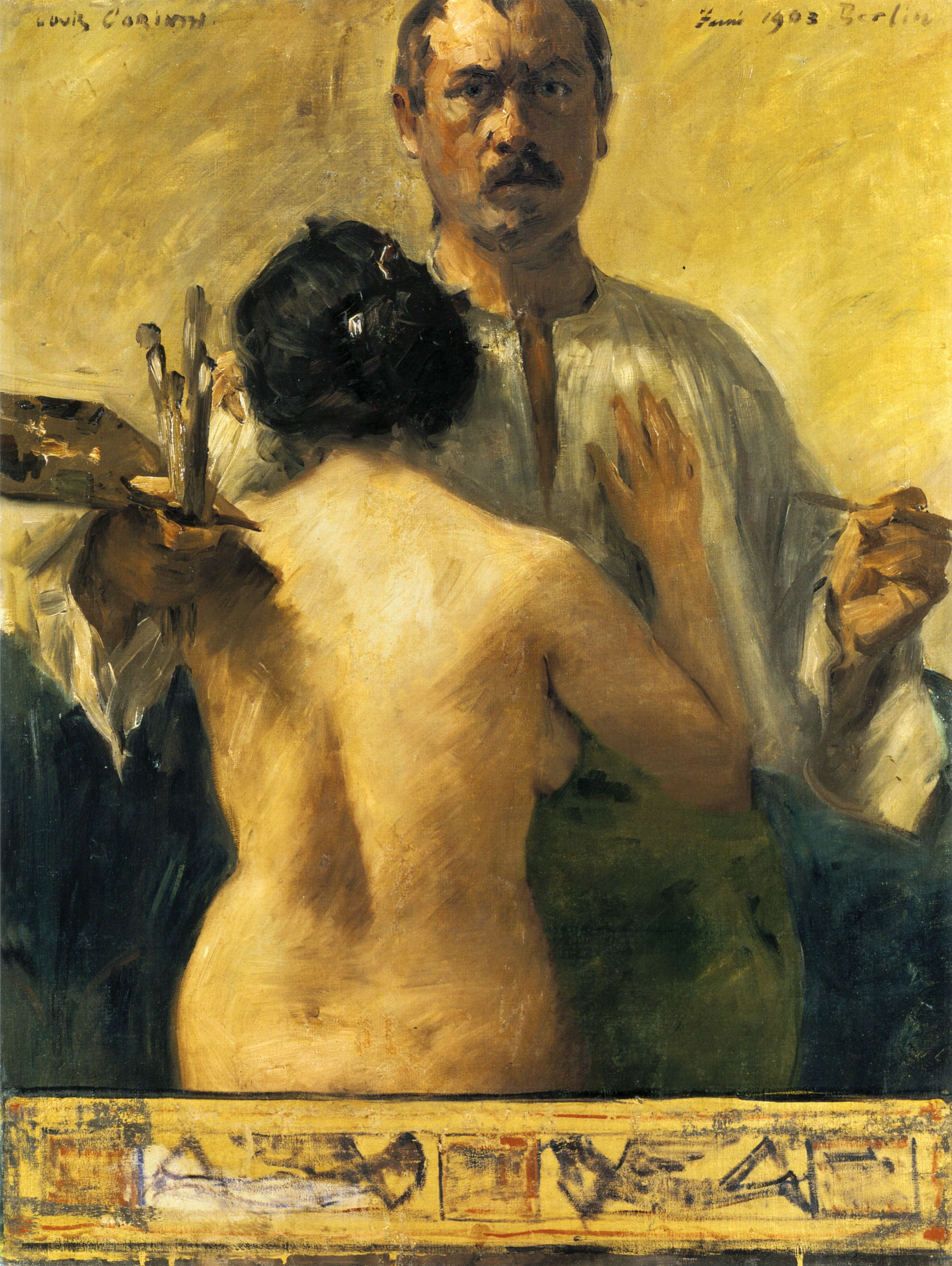
Selbstporträt mit Rückenakt, 1903

### Einordnung in das künstlerische Werk
Das Bild Selbstporträt mit Charlotte Berend und Sektkelch lässt sich auf vielfältige Weise in das Werk Lovis Corinths einordnen, wobei vor allem seine Funktion als Doppelporträt und zugleich als Selbstbildnis und Bildnis von Charlotte Berend, später Charlotte Berend-Corinth, im Vordergrund steht. Corinth hat zahlreiche  Selbstporträts geschaffen, in der Regel malte er eines bei jedem seiner Geburtstage. Laut Carl Georg Heise hinterließ er 42 Gemälde mit Selbstbildnissen, dazu kommen zahlreiche Skizzen, Zeichnungen und graphische Blätter mit seinem Porträt. Von seiner Frau malte er etwa 80 Gemälde, bei denen er sie explizit darstellte – hinzu kommen zahlreiche weitere Bilder, bei denen sie ihm Modell stand, ohne dass dieses besonders herausgestellt wurde. Er stellte fest, dass Corinths Porträts besonders leidenschaftlich ausfielen, umso persönlicher sie für ihn wurden, und demnach sei es leicht verständlich nachzuvollziehen, „bei welchen Bildnis-Modellen Corinths künstlerisches Ingenium sich am leidenschaftlichsten entzündete: bei seiner eigenen Erscheinung und bei der seiner Nächsten.“
Corinth war, als er 1901 Charlotte Berend als seine Schülerin kennenlernte, bereits ein etablierter und gut ausgebildeter Maler, der durch seine Werke bereits Anerkennung vor allem in der Berliner Kunstszene um die Berliner Secession bekommen hatte. Er war zudem bereits vorher durch Selbstporträts und Aktdarstellungen aufgefallen, sodass diese Sujets für ihn kein Neuland waren. Andererseits stellte die Liaison mit Charlotte Berend einen Wendepunkt in seinem Leben dar, da er sich bis dahin nicht an eine Frau gebunden hatte. 1902 begann diese Beziehung, sodass Charlotte Berend ab diesem Jahr von ihm als Motiv und Modell in sein Werk aufgenommen wurde. Nach der Erinnerung von Charlotte Berend-Corinth fragte er sie 1901 zum Ende des Semesters zum ersten Mal, ob er ein Porträt von ihr malen dürfe. Er plante mit ihr das Porträt Charlotte Berend im weißen Kleid, das er später signierte und ihr schenkte. Vorher malte er jedoch das Bild Maske im weißen Kleid, da Berend mit ihrem Kleid auch einen schwarzen Seidenschal und eine schwarze Maske mitgebracht hatte.
Nach der Charakterisierung des Kunsthistorikers Alfred Kuhn, der seine Biografie 1925 nach dem Tod Corinths veröffentlichte, begann mit der Beziehung zu Charlotte Corinth „eine neue Epoche in des Malers Schaffen“ und „der schwere Mann, der ungeschlachte Riese ward zum Kinde, der Stier ging zahm und willig an der Leine, die ein junges Mädchen führte.“ Er bezog sich damit auf das Porträt Mädchen mit Stier, das wie das Petermannchen auf ihrer ersten gemeinsamen Reise gemalt wurde. Dieses Bild, an dem Charlotte Berend einen kräftigen Stier am Nasenring führt und streichelt, fand aufgrund der darin enthaltenen Bedeutung besondere Aufmerksamkeit in der Berliner Sezession: Symbolisch zeigte es die aktuelle Beziehung des Paares auf, in der sich Corinth als gezähmten Bullen von der Frau an einem rosa Band am Nasenring herumführen ließ.

## Deutung und Rezeption

### Bezugnahme auf Rembrandt

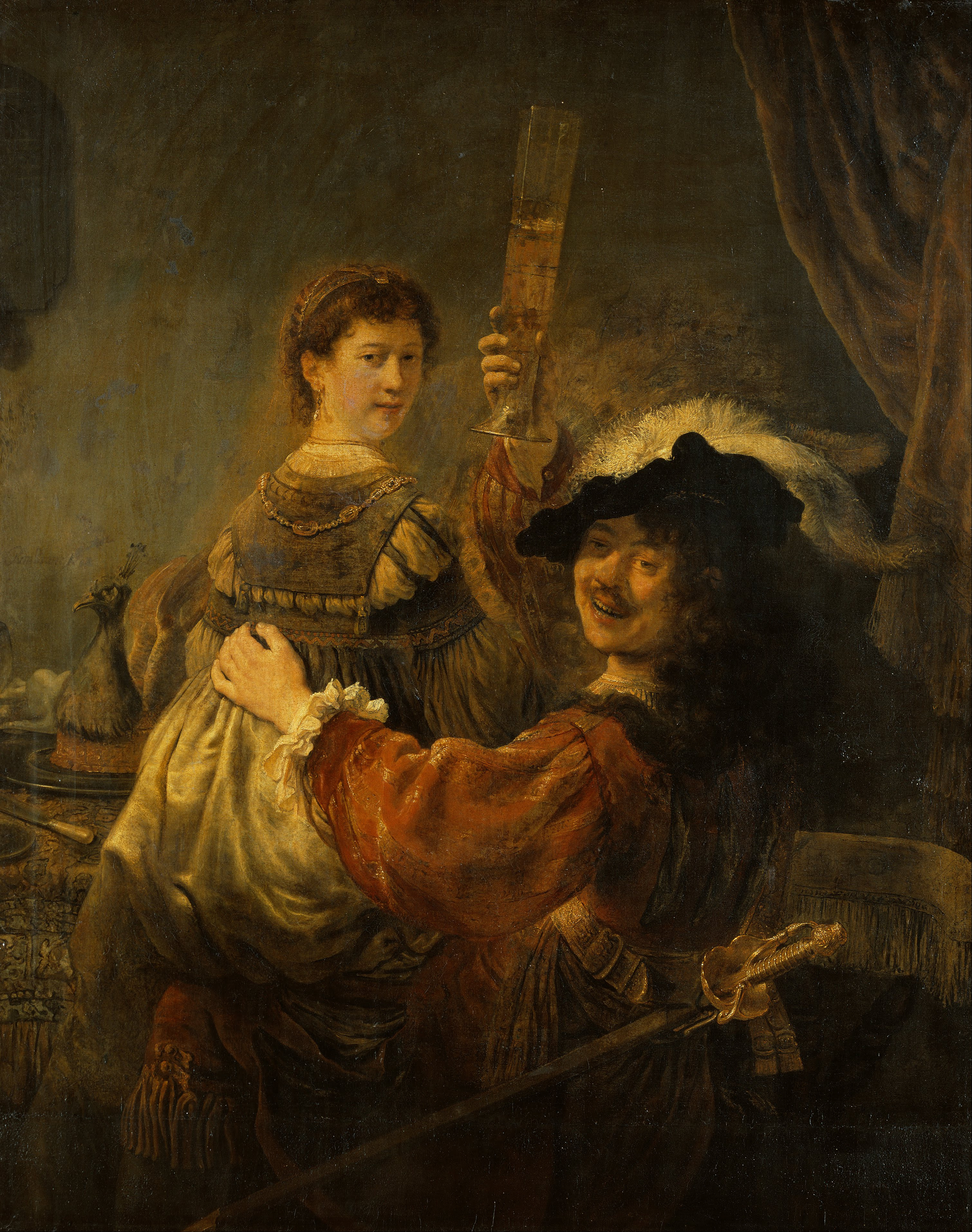
Rembrandt van Rijn: Selbstporträt mit Saskia, ca. 1635

Für das Selbstporträt mit Charlotte Berend und Sektkelch wählte Lovis Corinth ein Gemälde Rembrandts als Vorbild, was nach Beat Wyss „überdeutlich erkennbar“ ist. Sabine Fehlemann, ehemalige Direktorin des Von der Heydt-Museums in Wuppertal, erkennt zudem auch Peter Paul Rubens als Vorbild. Auf Rembrandts Selbstbildnis Rembrandt und Saskia im Gleichnis vom verlorenen Sohn, das etwa 1635 entstand, porträtierte sich Rembrandt mit seiner Frau Saskia van Uylenburgh in einer Szene, bei der sie auf seinem Schoß sitzt und er dem Betrachter mit einem erhobenen Glas zuprostet, während seine Hand auf der Hüfte der Frau ruht. Rembrandt setzte das Bild in den Kontext einer Darstellung des biblischen Gleichnisses vom verlorenen Sohn aus dem Lukasevangelium (15,11–32 ). Er stellt dabei den verlorenen Sohn dar, der sein Geld im Wirtshaus verprasst, Saskia wird in der Rolle einer Hure dargestellt. Corinth nutzt die Komposition und Farbgebung von Rembrandts Gemälde, anders als dieser stellte er sich und Charlotte Berend allerdings nicht in einem biblischen oder historisierenden Kontext dar, sondern als erotische und sehr intime Szene. Nach Gerhard Leistner entsprechen sich die beiden Bilder jedoch auch inhaltlich: „In beiden Bildern geht es um das Gleichnis vom verlorenen Sohn im Bordell“ mit dem Corinth „das öffentliche Wagnis [eingehe], im reaktionären Kaiserreich so schonungslos offen die sinnlich erfüllte Beziehung zwischen Mann und Frau vorzuführen“. Nach Wyss vertauscht Corinth allerdings die Rollen im Bild: „Drängt sich Rembrandt, als fröhlicher Haudegen verkleidet, in den Vordergrund, scheint Corinth ganz im Liebesglück, Wein- und Malergenuss versunken. Die schimmernde Haut Charlottes steht im Mittelpunkt: Die führt uns der Maler vor als wäre er König Kandaules, der seinen Freund Gyges hinter einem Vorhang sich zu verstecken hieß, von wo er dieses sein prächtiges Weib bewundern sollte.“
Nach Wyss hatte allerdings auch Rembrandt in seiner ersten Version des Bildes vom verlorenen Sohn eine unbekleidete Frau auf seinem Schoß dargestellt: „Neuere Untersuchungen haben festgestellt, dass das Gemälde stark beschnitten ist. Übermalt wurde eine nackte Mandolinenspielerin.“ Seine bekleidete Frau Saskia, die er erst kurz zuvor geheiratet hatte, hatte er erst danach auf seinem Schoß platziert und damit „die unverblümte erste Fassung wohl aus familiären Gründen zurückgenommen.“ Dabei geht es vor allem darum, die Vermischung des biblischen Motivs vom Tiefpunkt des verlorenen Sohns im Bordell und der häuslichen Verhältnisse bei den Rembrandts zu vermeiden. Er wollte also mit seiner Korrektur im Rollenporträt als Verlorener Sohn gerade vermeiden, was Corinth in einem Akt der Selbstentblößung provoziert. Während sich Rembrandt in einer Rolle verstand, in der er seine Person porträtierte und sich damit das Selbst zur „persona der Historie“ macht, wird für „Corinth die Historie zur persona selbst“. Durch die malerischen Details werden zudem die persönlichen Befindlichkeiten und Probleme Corinths offenbart: Das Weinglas in der linken Hand symbolisiert die lebenslang vorhandene Versuchung des Alkohols für „Corinth, den Trinker“ und die Brust in der Malerhand wirke, „als wäre der Liebhaber wieder zum fordernden Säugling geworden.“
Nach Leistner bot Berlin zur Zeit Corinths „als reiche und genusssüchtige Bühne“ das „richtige Ambiente für Corinths vitale Malerei“. Er schaffte es, seine „spektakulären Werke zwischen fleischigen Frauenleibern und blutigen Schlachthausszenen“ als Antwort auf die „laszive Doppeldeutigkeit der Salonerotik der prüden Wilhelminischen Zeit, die in Berlin eher angloamerikanisch, puritanisch asexuell eingestellt ist,“ zu formulieren.

### Rollenverständnis und Besitznahme
Wie bei anderen Selbstbildnissen Corinths ging es bei dem Bild Selbstporträt mit Charlotte Berend und Sektkelch vor allem um die Darstellung eines Lebensabschnitts, in diesem Fall um den Beginn eines gemeinsamen Lebensabschnittes mit seiner späteren Frau Charlotte Berend. Obwohl das Bild und weitere dieser Art Corinth „den Ruf eines der Sinnenfreude hemmungslos hingegebenen Lebensgenießers eingetragen“ hätten, betrachtete Heise 1958 diesen Ruf zumindest bezogen auf dieses Bild als falsch. Auch er bezieht es auf Rembrandts Doppelporträt und schreibt, dass hier „nichts von dem bramarbasierenden Hochgefühl des Holländers zu finden ist, vielmehr eine Innigkeit des Gefühls, die durch die Nacktheit der Frau nicht geschmälert, sondern nur noch erhöht wird.“ Er sieht hier eine Lebensfreude im Bereich „häuslicher Glückseligkeit“, unterstrichen von dem „funkelnden Stilleben“ des Tisches mit den Früchten und dem aufgelockerten Hintergrund. „Das Gewagte des Motivs mag zur Zeit seiner Entstehung als aufreizend modern empfunden worden sein, für den Betrachter von heute wird im Fluidum der leuchtenden Pinselschrift ein Ewigkeitszug offenbar.“ Michael F. Zimmermann stellte das Bild entsprechend in den Kontext anderer Bildnisse im Familienkreis. Er schreibt, dass Corinth in allen Porträts mit seiner Frau und seiner Familie stets „mehr als ein stummer Augenzeuge“ ist.
Gerhard Leistner beschrieb es als „Entwurf eines Verlobungsbildes aus der Sicht des Mannes: der Künstler in seiner Beziehung zu und auch Abhängigkeit von der Frau als Lebensgefährtin, Muse und Modell.“ Nach seiner Betrachtung ist Charlotte Berend „das Objekt der Betrachtung, des Studiums und der Begierde“ und Corinth legt „in besitzergreifender Pose […] seinen rechten Arm um die junge Frau, umfasst ihre rechte Brust und stellt zwischen zwei Fingern bewusst ihre Brustwarze zur Schau.“ Dabei hält der Maler in seiner linken Hand statt eines Pinsels ein Sektglas, und „prostet uns zu“. In der zeitgenössischen Monografie zu Corinth von 1913 bezeichnete Georg Biermann das Bild als ein „Denkmal“ einer „neuen beruhigten Stimmung, die das Schaffen des Künstlers in jenen Augenblicken häuslichen Glückes überkommt.“ Er betonte die „frohe Sinnlichkeit“ und die „auf Lebensbejahung und Daseinsfreude eingestellte Note der Szene“. Nach seinem Verständnis sind „Künstlernaturen wie Corinth“ „in jeder Beziehung Vollblutmenschen, und es wäre völlig verkehrt, gegenüber einer solchen Schöpfung, die aus einem starken Glücksgefühl herausgewachsen ist, irgendwie Bedenken sensibler Art zu äußern.“

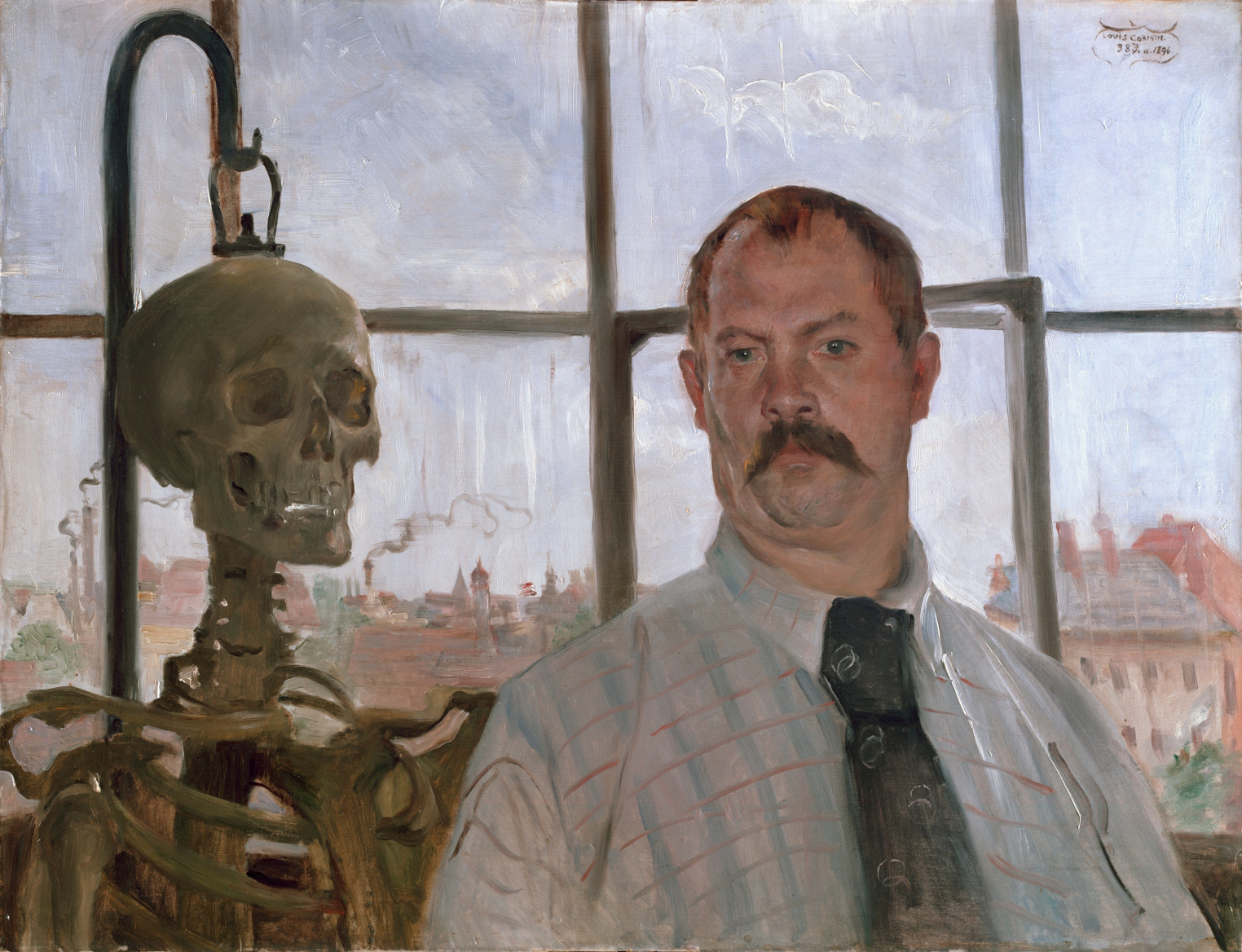
Selbstporträt mit Skelett, 1896

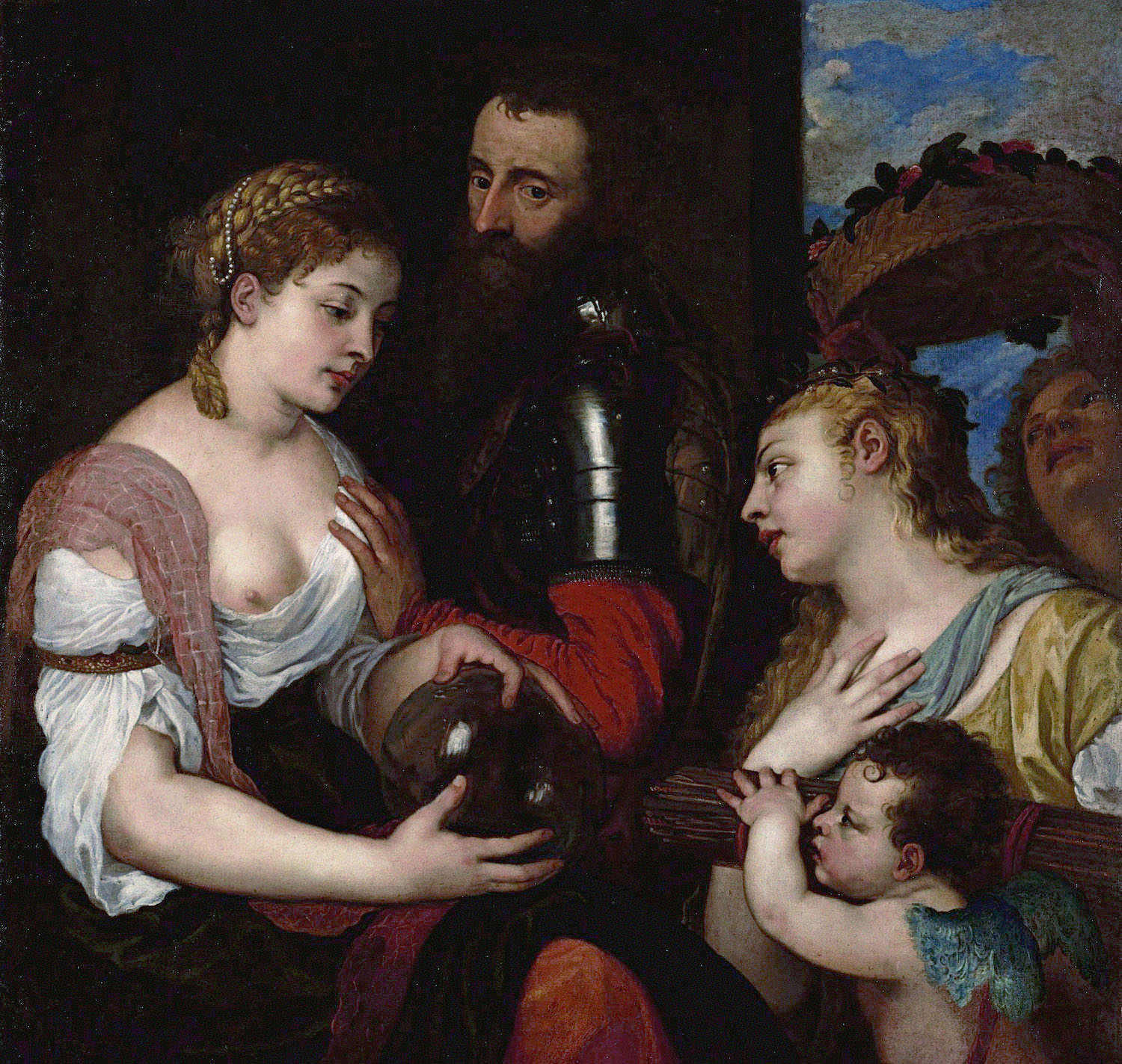
Die Allegorie des Alfonso d’Avalos nach Tizian, etwa 1610 bis 1690

Gert von der Osten setzte das Selbstporträt mit Charlotte Berend und Sektkelch in Kontrast zu Corinths berühmtem Selbstporträt mit Skelett von 1896 und stellte es als Teil einer Serie von Selbstbildnissen mit weiblichen Modellen dar. Nach seiner Darstellung ist das Bild „die volle Antwort auf [Corinths] Einsamkeit mit dem Skelett“: „Hier ist nicht der Arbeitskäfig geschildert, nicht die Industrie- und Stadtlandschaft des Fensterausblicks, sondern das Sekt- und Weintraubenstilleben eines behaglichen Interieurs, die sinnenfrohe Begegnung mit der Geliebten vor dem Spiegel, dessen Widerschein er in ein Gemälde verwandelt.“ Er stellt es zudem in eine Reihe mit der Allegorie des Avalos von Tizian, einer Darstellung des Alfonso d’Avalos, der seiner Frau an die Brust greift. Dazu schrieb er: „Was etwa in Tizians Allegorie des Avalos als denkwürdige Gebärde der Besitznahme erscheint, wird bei Corinth zum Griff an die unverhüllte weibliche Brust. Ein Bekenntnis zum leiblichen Begehren und Innehaben der Geliebten.“ Er beschrieb zudem den Gesichtsausdruck Corinths als „jovial“ und „heidnisch“, „dumpf glühend“ und „beschattet“, stellt jedoch auch klar, dass „diese äußerste, manchmal mißverstandene Sprache Corinths dennoch von einer natürlich Reinheit“ sei. Fehlemann konzentriert sich auf Charlotte Berend, die nach ihrer Wahrnehmung noch kritisch und ungewiss ihrem Schicksal entgegenschaut, „während er schon siegesgewiß den Sektkelch an ihrer Seite hochhält“. Sie spielt zudem auf das Obststillleben im Hintergrund „als die Andeutung eines vielversprechenden, reich gedeckten Tisches“ an und reflektiert diese auf die unbekleidete Frau. Zimmermann bezeichnet ihn in ähnlichem Duktus als „wissend Lächelnden“, der seinen Kopf an die Schulter seiner Geliebten schmiegt während er sehr demonstrativ ihre Brust liebkost. Auch er bezieht das Stillleben im Hintergrund in diese Szene ein, indem er schreibt: „Umschmeichelt wird das Paar von goldwarmem Licht, als hätte das Stillleben im Hintergrund mit Wein, Obst und Blumen seine Düfte in den Raum entlassen.“
Peter Kroppmanns schrieb 2008 in seiner Corinth-Biografie hierzu, Lovis Corinth stelle sich Charlotte Berend „mit seiner rechten umfassend und mit seiner Hand ihre Brust in Besitz nehmend“ dar. Alfred Kuhn charakterisierte die Beziehung zwischen Corinth und Berend bereits 1925 als „Besitz“ und schrieb: „Das Glück des ersten Besitzes hat der Maler in einer Reihe von beziehungsreichen Bildern verewigt.“ Diese „Besitzergreifung“ von Charlotte Berend durch Corinth steht auch im Mittelpunkt einer Charakterisierung des Bildes und der Porträts seiner Frau durch Simone Streck. Für sie wird in dem Bild ebenso wie in späteren Porträts die Rollenverteilung beider Personen deutlich. Charlotte ist für Corinth Ehefrau und Muse und wird von ihm in dieser Rolle verankert, ohne noch zusätzlich in ihrer eigenen künstlerischen Entwicklung und Karriere gefördert zu werden. Nach ihrer Ansicht ist die demonstrative Zurschaustellung Charlottes auffällig, gepaart mit der deutlichen Aussage, er habe sie „sozusagen fest im Griff“:

„Stolz auf ihre Schönheit und Weiblichkeit entblößt er sie vor dem Betrachter, sich selber daneben abbildend, um klarzustellen, zu wem sie gehört.“

Durch den Blick der beiden Personen würde zudem die Beziehung zwischen ihnen deutlich. Ihr zurückhaltender und schüchterner Blick steht im Kontrast zu seiner ernsten und bestimmenden Miene und der Geste, das Sektglas hochzuhalten, das die „Eindeutigkeit dieser Verbindung“ zusätzlich unterstreiche.
Charlotte Berend ergibt sich in diese Rollenverteilung und geht in ihr auf. Nach Sabine Fehlemann verändert sich ihr Ausdruck in den zukünftigen Gemälden von neckisch unsicher bis verantwortungsbewusst und voller Liebe. Laut Zimmermann wird dies bereits im 1903 gemalten Selbstporträt mit Rückenakt deutlich, bei dem Charlotte dargestellt wird, „wie sie sich rücklings nackt an den Malenden schmiegt“ und sich damit „vollends in die Rolle der schützenden Muse [begibt], die sie trotz ihrer hohen Begabung als Künstlerin zeitlebens für Corinth gespielt hat.“

## Ausstellungen und Provenienz
Die Provenienz des Bildes ist nur unvollständig dokumentiert. Laut Werkverzeichnis war es zuerst in Besitz des Kunsthändlers Oskar Moll in Breslau und später bei Werner Rolfes in Frankfurt am Main. Gert von der Osten schrieb in seiner Corinth-Biografie im Jahr 1955, dass der Verbleib des Bildes unklar sei und gab Rolfes als letzten bekannten Besitzer für 1926 an. Im Juli 1979 tauchte das Bild in einem Auktionskatalog von Christie’s in London auf. 2008 wurde im Ausstellungskatalog der Ausstellung Lovis Corinth und die Geburt der Moderne die Kunstgalerie Nathan Fine Arts als Besitzer angegeben.
1908 wurde das Bild mit dem Titel Selbstporträt mit Akt in der Zeitschrift Kunst und Künstler: illustrierte Monatsschrift für bildende Kunst und Kunstgewerbe gemeinsam mit zahlreichen weiteren Bildern Corinths zum ersten Mal abgebildet. In ihrem Werkverzeichnis listete Charlotte Berend-Corinth nur wenige Ausstellungen, bei denen das Bild gezeigt wurde. So war es 1913 bei einer Jahresausstellung der Berliner Sezession zu sehen, zudem 1926 jeweils in einer Retrospektive auf den im Vorjahr gestorbenen Künstler in der Nationalgalerie in Berlin und bei einer Ausstellung des Kunstvereins Frankfurt. In neueren Ausstellungsverzeichnissen kommt das Bild relativ regelmäßig vor, so wurde es etwa bei der Ausstellung im Von der Heydt-Museum in Wuppertal 1999 und der gemeinsamen Retrospektive Lovis Corinth und die Geburt der Moderne im Musée d’Orsay in Paris, dem Museum der bildenden Künste in Leipzig und dem Kunstforum Ostdeutsche Galerie in Regensburg 2008 bis 2009 gezeigt.

## Belege
1. 1 2 3 4 5 6 7 8 9  Gerhard Leistner: Selbstporträt mit Charlotte Berend und Sektkelch. In: Ulrike Lorenz, Marie-Amelie Prinzessin zu Salm-Salm, Hans-Werner Schmidt (Hrsg.): Lovis Corinth und die Geburt der Moderne. Kerber, Bielefeld/Leipzig 2008, ISBN 978-3-86678-177-1, S. 58–59.
2. 1 2 3 4  Selbstporträt mit seiner Frau und Sektglas. In: Charlotte Berend-Corinth: Lovis Corinth. Werkverzeichnis. Neu bearbeitet von Béatrice Hernad. Bruckmann Verlag, München 1992, ISBN 3-7654-2566-4, S. 88
3. 1 2 3 4 5 6 7 8 9  Beat Wyss: Das Selbstporträt als Historie, der moderne Rembrandt. In: Ulrike Lorenz, Marie-Amelie Prinzessin zu Salm-Salm, Hans-Werner Schmidt (Hrsg.): Lovis Corinth und die Geburt der Moderne. Kerber, Bielefeld/Leipzig 2008, ISBN 978-3-86678-177-1, S. 312–319 (Bezug auf S. 315).
4. ↑  Zdenek Felix: Der Werdegang eines Außenseiters. In: Zdenek Felix (Hrsg.): Lovis Corinth 1858–1925. Publikation zur Ausstellung im Folkwang Museum Essen (10. November 1985–12. Januar 1986) und in der Kunsthalle der Hypno-Kulturstiftung München (24. Januar–30. März 1986). DuMont Buchverlag, Köln 1985, ISBN 3-7701-1803-0, S. 17–18.
5. ↑  Lovis Corinth: Petermannchen. Porträt Charlotte Corinth. Bildbeschreibung auf der Homepage des Jüdischen Museums Berlin, abgerufen am 13. Mai 2015.
6. ↑  Lothar Brauner: Paddel-Petermannchen, 1902. In: Peter-Klaus Schuster, Christoph Vitali, Barbara Butts (Hrsg.): Lovis Corinth.  Prestel, München 1996, ISBN 3-7913-1645-1, S. 148.
7. ↑  Lothar Brauner: Petermannchen, 1902. In: Peter-Klaus Schuster, Christoph Vitali, Barbara Butts (Hrsg.): Lovis Corinth.  Prestel, München 1996, ISBN 3-7913-1645-1, S. 149.
8. ↑  Charlotte Berend-Corinth: Mein Leben mit Lovis Corinth. Paul List Verlag, München 1958, S. 116–118.
9. ↑  Charlotte Berend-Corinth: Doppelporträt mit seiner jungen Frau, 1902. In: Carl Georg Heise: Lovis Corinth - Bildnisse der Frau des Künstlers. (= Werkmonographien zur bildenden Kunst in Reclams Universal-Bibliothek. Nr. 26). Reclam-Verlag, Stuttgart 1958, S. 20–21.
10. 1 2 3 4  Margret Greiner: Charlotte Berend-Corinth und Lovis Corinth: Ich will mir selbst gehören. Verlag Herder, 2016; o. S. (Google Books).
11. 1 2 3 4  Inszenierte Intimität: Charlotte Berend-Corinth. In: Michael F. Zimmermann: Lovis Corinth. Reihe Beck Wissen bsr 2509. C. H. Beck, München 2008, ISBN 978-3-406-56935-7; S. 104–110 (hier 104, 105).
12. 1 2  Carl Georg Heise: Lovis Corinth - Bildnisse der Frau des Künstlers. (= Werkmonographien zur bildenden Kunst in Reclams Universal-Bibliothek. Nr. 26). Reclam-Verlag, Stuttgart 1958, S. 4.
13. ↑  Charlotte Berend-Corinth: Maske im weißen Kleid, 1902. In: Carl Georg Heise: Lovis Corinth - Bildnisse der Frau des Künstlers. (= Werkmonographien zur bildenden Kunst in Reclams Universal-Bibliothek. Nr. 26). Reclam-Verlag, Stuttgart 1958, S. 18–19.
14. 1 2  Alfred Kuhn: Lovis Corinth. Propyläen-Verlag. Berlin 1925, S. 86–90.
15. 1 2  Hans-Werner Schmidt: Mädchen mit Stier, 1902 / Petermannchen, 1902. In: Ulrike Lorenz, Marie-Amélie zu Salm-Salm, Hans-Werner Schmidt: Lovis Corinth und die Geburt der Moderne. Katalog anlässlich der Retrospektive zum 150. Geburtstag von Lovis Corinth (1858–1925) in Paris, Leipzig und Regensburg. Kerber Verlag, Bielefeld 2005, ISBN 3-86678-177-6, S. 214–215.
16. ↑  Horst Uhr: Lovis Corinth. University of California Press, Berkeley 1990 (Digitalisat); S. 139–140.
17. 1 2 3 4  Sabine Fehlemann: Lovis Corinth – Die Ausstellung. In: Sabine Fehlemann (Hrsg.): Lovis Corinth. Ausstellung im Von der Heydt-Museum Wuppertal, 1. August bis 19. September 1999, S. 31–32.
18. 1 2 3  Carl Georg Heise: Lovis Corinth - Bildnisse der Frau des Künstlers. (= Werkmonographien zur bildenden Kunst in Reclams Universal-Bibliothek. Nr. 26). Reclam-Verlag, Stuttgart 1958, S. 6–7.
19. 1 2  Georg Biermann: Lovis Corinth. Verlag von Velhagen und Klasing, Bielefeld und Leipzig 1913, S. 62.
20. 1 2 3  Gert von der Osten: Lovis Corinth. Bruckmann, München 1955, S. 95–96.
21. ↑  Peter Kropmanns: Lovis Corinth – Ein Künstlerleben. Hatje Canz Verlag, Ostfildern 2008, ISBN 978-3-7757-2074-8, S. 62.
22. 1 2 3 4  Simone Streck: Lovis Corinth (1858-1925): Charlotte Berend im Liegestuhl, 1904. Das Kunstwerk des Monats, Juli 2003. Westfälisches Landesmuseum für Kunst und Kulturgeschichte Münster, Landschaftsverband Westfalen-Lippe 2003. (Volltext).
23. ↑  Gert von der Osten: Lovis Corinth. Bruckmann, München 1955, S. 193.
24. ↑  Lovis Corinth In: Kunst und Künstler, 6. Jahrgang 1908, Heft 4, S. 234–246 (Abbildung auf S. 243); (Digitalisat der Universität Heidelberg).